# Петерек, Теодор
Теодор Петерек (пол. Teodor Peterek, 7 ноября 1910, Свентохловице — 12 января 1969, Нова-Руда) — польский футболист межвоенного периода, нападающий. Представлял хожувский «Рух» и сборную Польши. Спортсмен был известен под прозвищами «Метлож» (пол. Mietlorz) и «Тео» (пол. Teo).

## Биография
Теодор Петерек родился 7 ноября 1910 года в Свентохловице. Начал карьеру в клубе «Шлёнск Свентохловице» (1925—1927). Затем играл в «Рухе» из Хожува, где с 1928 по 1939 год сыграл за команду 188 матчей и забил 153 мяча.
В составе «Руха» Петерек становился чемпионом Польши 1933, 1934, 1935, 1936 и 1938 годов. В сезоне 1939 года «Рух» уверенно лидировал, но из-за начала войны первенство 1939 года не было закончено. Теодор Петерек является лучшим бомбардиром чемпионата Польши 1936, забив 18 мячей (столько же у Эрнеста Вилимовского) и 1938 годов (21 гол), а в сезоне 1934 года он с 28 забитыми мячами занял 2 место в споре бомбардиров. До 2013 года являлся рекордсменом национальных чемпионатов по количеству матчей подряд, в которых отмечался голом, (1937-1938) — 16, пока его рекорд 9 марта 2013 года не побил Лео Месси.

## Карьера в сборной
В 1931 году Теодор Петерек дебютировал в составе национальной сборной Польши. После этого он долго не выступал за сборную и вновь получил вызов лишь в 1934 году.
В 1936 году Петерек играл на Олимпиаде 1936 года в Берлине. Сборная Польши на той Олимпиаде заняла 4-е место, проиграв в матче за третье место сборной Норвегии. Петерек сыграв во всех матчах сборной забил гол только в последнем матче с Норвегией. Всего в сборной он забил 6 мячей.
Во время Второй мировой войны Петерек выступал за команду «Бисмаркшуттер». Был призван в Вермахт, но сдался союзным войскам. После войны играл во Франции в «Сент Эвоне». Потом вернулся в «Рух».
Последняя игра Петерека прошла 18 сентября 1938 в Хемнице против Германии. Игра закончилась со счетом 1-4, единственный гол в ворота Германии забил «Тео».